# Cuspivolva
Genre
Synonymes
- sous-genre Crenavolva (Cuspivolva) C. N. Cate, 1973[2]
- genre Delonovolva C. N. Cate, 1973[2]
- genre Stohleroma C. N. Cate, 1973[2]

Cuspivolva est un genre de mollusques gastéropodes de la famille des Ovulidae.

## Liste des espèces
Selon World Register of Marine Species (25 novembre 2018) :
- Cuspivolva allynsmithi (C. N. Cate, 1978)
- Cuspivolva bellica (C. N. Cate, 1973)
- Cuspivolva celzardi (Fehse, 2008)
- Cuspivolva cuspis (C. N. Cate, 1973)
- Cuspivolva draperi C. N. Cate & Azuma in C. N. Cate, 1973
- Cuspivolva formosa (G. B. Sowerby II in A. Adams & Reeve, 1848)
- Cuspivolva habui (C. N. Cate, 1973)
- Cuspivolva helenae (C. N. Cate, 1973)
- Cuspivolva mucronata (Azuma & C. N. Cate, 1971)
- Cuspivolva narinosa (C. N. Cate, 1973)
- Cuspivolva ostheimerae (C. N. Cate, 1973)
- Cuspivolva paulwatsoni Fehse & Lorenz, 2013
- Cuspivolva platysia (C. N. Cate, 1973)
- Cuspivolva queenslandica (C. N. Cate, 1974)
- Cuspivolva singaporica Fehse & Koh, 2016
- Cuspivolva singularis (C. N. Cate, 1973)
- Cuspivolva tigris (Yamamoto, 1971) -- Ovule tigre